# Дерев'янко Василь Іванович
Василь Федорович Дерев'янко (нар. 21 травня 1930, місто Дніпропетровськ, тепер місто Дніпро — 30 травня 2008, місто Дніпропетровськ, тепер місто Дніпро Дніпропетровської області) — український радянський діяч, директор Дніпропетровського металургійного заводу імені Петровського. Герой Соціалістичної Праці (24.08.1987).

## Біографія
У 1954 році закінчив Дніпропетровський металургійний інститут.
З 1954 року — на  Дніпропетровському металургійному заводі імені Петровського. З 29 грудня 1954 року працював помічником майстра рельсо-балочної дільниці. Надалі працював старшим контрольним майстром, начальником дільниці, заступником начальника відділу технічного контролю. У 1963 році був призначений заступником начальника рельсо-балочного цеху, з 1967 року працював начальником цеху. Член КПРС.
У серпні 1973 — грудні 1981 р. — головний інженер Дніпропетровського металургійного заводу імені Григорія Івановича Петровського.
У грудні 1981 — жовтні 1995 р. — директор Дніпропетровського металургійного заводу імені Григорія Івановича Петровського.
Указом Президії Верховної Ради СРСР від 24 серпня 1987 року за досягнення високих результатів у виконанні планових завдань і соціалістичних зобов'язань по збільшенню випуску якісного металу, підвищення продуктивності праці, зниження собівартості продукції і проявлений трудовий героїзм Дерев'янку Василю Івановичу присвоєно звання Героя Соціалістичної Праці з врученням ордена Леніна і золотої медалі «Серп і Молот». 
У 1993 році під його керівництвом проведено акціонування підприємства. Керував підприємством до 12 жовтня 1995 року.
З жовтня 1995 року — на пенсії у місті Дніпропетровську.

## Нагороди
- Герой Соціалістичної Праці (24.08.1987)
- орден Леніна (24.08.1987)
- орден Жовтневої Революції (2.03.1981)
- орден Трудового Червоного Прапора (30.03.1971)
- два ордени «Знак Пошани» (22.03.1966, 8.01.1975)
- медалі
- лауреат премії Ради Міністрів СРСР
- заслужений металург Української РСР